# Da Sweet Blood of Jesus
Da Sweet Blood of Jesus er en amerikansk film fra 2014 instrueret af Spike Lee.

## Medvirkende
- Stephen Tyrone Williams som Dr. Hess Greene
- Zaraah Abrahams som Ganja Hightower
- Rami Malek som Seneschal Higginbottom
- Elvis Nolasco som Lafayette Hightower
- Thomas Jefferson Byrd som Biskop Zee
- Joie Lee som Sygeplejerske Colquitt
- Felicia Pearson som Lucky Mays
- Jeni Perillo som Sahara Paysinger
- Katherine Borowitz som Frøken Staples
- Donna Dixon som Frøken Blair